# Saten
Saten es el segundo álbum del grupo croata E.N.I. publicado en 1998 y que contiene el tema "Mi mozemo sve" (Lo podemos todo) con el que el grupo participó en el Festival musical de la ciudad croata de Zadar de 1997 más conocido como Zadarfest. Otro tema que destaca del presente álbum es "You're the one", canción de base dance y que gozó de cierto prestigio en ambientes eurovisivos. 
Tras este álbum, E.N.I. decidió darse un descanso y durante un periodo de cinco años no publicó ningún material nuevo, aunque el grupo fue colaborando con diferentes figuras de la escena musical croata.

## Canciones del disco
- 1. EVERYBODY (MOVE YOUR BODY) 2,55
- 2. KAP PO KAP 2,57
- 3. NE ZNAS TI STO MI TREBA 3,06
- 4. CUVAJ ME TI 4,16
- 5. NA SVIJET DOLAZI LJUBAV 3,37
- 6. K'O VATRE I PLAMEN 3,14
- 7. POBIJEDI ME 3,55
- 8. MI MOZEMO SVE 3,59
- 9. YOU'RE THE ONE 3,33
- 10.SAY,SAY,SAY 3,04